# Berni Rodríguez
Bernardo Rodríguez Arias (* 7. Juni 1980 in Málaga), genannt Berni Rodríguez, ist ein ehemaliger spanischer Basketballspieler. Er verbrachte den Großteil seiner Karriere bei Unicaja Málaga in der spanischen Liga ACB. Mit der Nationalmannschaft gewann er unter anderem Gold bei der Basketball-Weltmeisterschaft 2006 sowie die Silbermedaille bei den Olympischen Spielen 2008. 

## Laufbahn
Berni Rodríguez begann seine Laufbahn in der Jugend von Unicaja Málaga. Im Sommer 1999 stieg er in den Profikader der Andalusier auf und feierte am 4. September dieses Jahres sein Profidebüt in der Liga ACB. Während seiner insgesamt 13 Jahre bei Unicaja konnte er zahlreiche Erfolge feiern, darunter den Sieg beim Korać-Cup 2000/01, den Titel im nationalen Pokal 2004/05 sowie den Gewinn der spanischen Meisterschaft 2005/06. Darüber hinaus erreichte er mit seinem Klub in der Saison 2006/07 das Final-Four der EuroLeague, wo seine Mannschaft letztlich den dritten Rang belegte.
Im Sommer 2012 verließ er seinen langjährigen Klub und wechselte innerhalb der Liga ACB zu CB Murcia, wo er zwei Jahre verbrachte. Im Jahr 2014 wechselte er zu CDB Sevilla, wo er seine Karriere ausklingen ließ. Im Juli 2016 verkündete Berni Rodríguez das Ende seiner aktiven Laufbahn.

### Nationalmannschaft
Berni Rodríguez gehörte einer sehr erfolgreichen Generation spanischer Nationalspieler an, die bereits in der Jugend auf sich aufmerksam machte. Zusammen mit Spielern wie Pau Gasol, Juan Carlos Navarro, Felipe Reyes, José Calderón, Raül López oder Carlos Cabezas, setzte er sich 1998 beim Albert-Schweitzer-Turnier sowie bei der U-18-Europameisterschaft durch. Im Jahr 1999 gelang ihm mit Spanien der Sieg bei der Junioren-Weltmeisterschaft.
Am 21. November 2001 feierte Berni Rodríguez im Zuge der Qualifikation für die Basketball-Europameisterschaft 2003 gegen Rumänien sein Debüt in der Spanischen A-Nationalmannschaft. Sein größter Erfolg mit dieser sollte ihm im Jahr 2006 glücken, als Berni Rodríguez mit seiner Auswahl die Weltmeisterschaft gewann. Bei der Basketball-Europameisterschaft 2007 im eigenen Land scheiterte sein Team erst im Endspiel an Russland und holte Silber. Ein weiterer Erfolg gelang ihm mit der Nationalmannschaft bei den Olympischen Spielen 2008 in Peking, als die Spanier erst im Endspiel gegen die USA verloren. Dies sollte zugleich sein letzter Auftritt im Dress der Spanier sein.

## Erfolge

### Unicaja Málaga
- Spanische Meisterschaft: 2005/06
- Spanischer Pokal: 2004/05
- Korać-Cup: 2000/01

### Spanische Nationalmannschaft
- Olympische Spiele 2008, Silbermedaille
- Basketball-Europameisterschaft 2007, Silbermedaille
- Basketball-Weltmeisterschaft 2006, Goldmedaille
- 2000 Junioren-Europameisterschaft, Bronzemedaille
- 1999 Junioren-Weltmeisterschaft, Goldmedaille
- 1998 Junioren-Europameisterschaft, Goldmedaille
- 1998 Albert-Schweitzer-Turnier, Goldmedaille